# Глизе 445
Глизе 445 (AC+79 3888) — звезда главной последовательности спектрального класса М в созвездии Жирафа, находится недалеко от Полярной звезды. Она не имеет исторического названия, только номер в каталоге. Глизе 445 в настоящее время находится на расстоянии 17,6 светового года от Солнца и имеет видимую звездную величину 10,8m. Звезда светит в 120 раз слабее Солнца. Она видна в любой точке Земли к северу от тропика Рака всю ночь, но только в телескоп.

## Вояджер-1
Звезда примечательна тем, что космический зонд Вояджер-1 примерно через 40 000 лет пройдёт от неё на расстоянии примерно 1,6 световых лет. Так как звезда является красным карликом с массой только от четверти до одной трети массы Солнца, учёные не считают, что на гипотетических планетах, обращающихся вокруг неё, может существовать жизнь.

## Сближение с Солнцем
Хотя зонд Вояджер-1 летит через пространство, медленно подходя к Глизе 445, сама звезда быстро приближается к Солнцу. В то время как зонд подойдёт на ближайшее расстояние к ней, звезда будет находиться на расстоянии около 1,059 парсек (3,45 световых лет) от Солнца, но её яркость будет составлять менее половины от необходимой, чтобы быть видимой невооруженным глазом.

## Источник рентгеновского излучения
Глизе 445 испускает рентгеновские лучи, как и многие красные карлики.